# جون موكسلي
جوناثان غود (بالإنجليزية: Jon Moxley)‏ (7 ديسمبر 1985) أو المعروف في دبليو دبليو إي باسم دين أمبروز هو مصارع أمريكي محترف يصارع حالياً في آول إليت ريسلينغ تحت اسم جون موكسلي، وكان أحد أعضاء فريق الدرع الذي يضمه هو وسيث رولينز ورومان رينز في دبليو دبليو إي.
كان يصارع سابقاً في الاتحادات المستقلة وكان تحت اسم جون موكسلي وهو الاسم الذي يصارع فيه في آول إليت ريسلينغ، وحقق بطولة الوزن الثقيل في اتحاد FIP وبطولة الوزن الثقيل في اتحاد CWZ قبل انضمامه لدبليو دبليو إي وهو بطل 2020 لبطولة ايه اي دبليو العالمية.

## مسيرته في المصارعة الحرة

### اتحاد مصارعة هيرتلاند (2004 - 2010)
بدأ غود بالعمل في اتحاد HWA حيث كان يقف خارج الحلبة مع كودي هوك، ظهر أول مرة في الحلبة في يونيو 2004 تحت اسم جون موكسلي وأتحد بعدها مع جيمي تورنير وفي 11 أيار 2005 تمكنا من هزيمة مايك ديزير وتاك للفوز ببطولة HWA للفرق.

### مسيرته في الدبليو دبليو أي
في 4 أبريل 2011 وقع غود عقدا مع الدبليو دبليو أي تحت اسم دين أمبروز، وظهر أول مرة في يوليو 2011 في أف سي دبليو عندما تحدى سيث رولينز، وتبار الاثنان أول مرة في مباراة الرجل الحديدي لمدة 15 دقيقة في 15 أغسطس في عرض أف سي دبليو، وانتهت المباراة بالتعادل وأحتفظ رولينز بحزام البطولة، وقد تعادلا في عدة مباريات أخرى حتى تمكن بعدها رولينز من الفوز على أمبروز، وقد كلف امبروز سيث رولينز مباراته ضد داميان سانداو وبعدها فشل أمبروز في هزيمة داميان سانداو، قبل أن يتم السيطرة على امبروز ورولينز من قبل لياكي في مباراة ثلاثية لتحديد المنافس الأول. 

و في يوم 21 أكتوبر تحدى أمبروز المصارع سي ام بانك عندما ضهر كضيف، وتمكن بانك من الفوز على أمبروز في مباراة ال30 دقيقة، وبعدها تعرض أمبروز للهجوم من قبل ويليام ريغل، وتواجه الاثنان وتمكن ريغل من الفوز على أمبروز في 6 نوفمبر.

### فريق الدرع (2012 - 2014)
ظهر أمبروز أول مرة في عرض سيرفايفر سريز في 18 نوفمبر 2012 , مع كل من سيث رولينز ورومان رينز، وتدخلو في المباراة الثلاثية على بطولة الدبليو دبليو أي وقامو بالهجوم على رايباك، وقام الثلاثي بتسمية أنفسهم ب  الدرع  أو  درع العدالة  , وأول مباراة للدرع كانت ضد رايباك وبطلا الفرق دانيال براين وكين في عرض تي أل سي وتمكنو من الفوز، وتابعو مساعدة سي ام بونك، وبعدها أتضح أن بانك وبول هيمان قد قامو للدفع لفريق الدرع وبراد مادوكس 

و بعدها انتهت علاقتهم ببانك وبدأو عدأ مع جون سينا ورايباك وشيمس، وقد تواجه الفريقان في يوم 17 فبراير 2013 في عرض غرفة الأقصاء، وبعدها باليلة واحدة في عرض راو فازو على كريس جيريكو ورايباك وشيمس إلذي أتحد بعدها مع راندي أورتن وبيج شو لمواجهة الدرع في رسلمينيا 29 وفاز الدرع، وبعدها في عرض الراو هجم ثلاثي الدرع على أندرتيكر ولكنهم توقفوا بعد دخول فريق قطعا لا، وقد تواجه الفريقان في يوم 22 أبريل وقد فاز الدرع، وبعدها في سماك داوون تواجه أمبروز ضد أندرتيكر وخسر بالأخضاع، ولكن قام الدرع بعدها برمي تيكر على طاولة التعليق، وبعدها في عرض الراو تمكن الدرع من الفوز على دانيال براين كين وجون سينا، وحقق أمبروز أول فوز له في مباراة فردية ضد كين في عرض سماك داوون 

و أستمر عدأ فريق الدرع مع فريق قطعا لا، وتمكن أمبروز من الفوز ببطولة الولايات المتحدة الأمريكية بعد هزيمة كوفي كنغستون، وتمكن رينز ورولينز من الفوز ببطولة الدبليو دبليو أي للفرق بعد هزيمة دانيال براين وكين، وتمكن أمبروز من هزيمة كوفي مرة أخرى في عرض راو والحفاظ على لقبه، وفي 14 يونيو 2013 انتهت سلسلة أنتصارات فريق الدرع عندما خسرو ضد دانيال براين وكين وراندي أورتن، وبعدها في عرض  PayBack  تمكن أمبروز من الأحتفاظ بحزام البطولة بعد الفوز على كين بالعد، ودافع عن اللقب بنجاح مرة أخرى ضد كين بعد الفوز عليه بلأقصاء 

و في يوم 14 يوليو في عرض ماني إن ذا بانك أشترك أمبروز في مباراة الحقيبة الزرقاء، ولكنه فشل بالفوز حتى بعد تدخل سيث رولينز ورومان رينز، وقد دافع عن لقبه بنجاح ضد روب فان دام في عرض سمر سلام بالأقصاء، وفي أغسطس بدأ الدرع العمل مع تريبل اتش، عندما بدأ أمبروز العدأ مع دولف زيجلر وتمكن أمبروز من الفوز على زيجلر في عرض ليلة الأبطال وسماك داوون وماين أيفينت، وفي يوم 27 أكتوبر عرض الجحيم في الزنزانة خسر أمبروز بالعد ضد بيج اي لينجستون وحافظ على لقبه 

و بعدها بدأت بعض المشاكل في فريق الدرع خصوصا بين أمبروز ورينز وخاصة أن أمبروز هو الوحيد البطل بينهم، وفي عرض سيرفايفر سريز 2013 كان أمبروز أول شخص أقصي بالمبارة، وفي عرض تي ال سي تمكن بانك بمفرده من الفوز على فريق الدرع عندما قام رومان بحركة الرمح على أمبروز، وفي عرض رويال رمبل كانو الثلاثة في مباراة رويل رمبل، وقد حاول أمبروز خيانة رينز وأقصائه ولكن قام رولينز بمنعه حتى قام رينز بأقصائهما معا، وفي فبراير تمكن أمبروز من الفوز على مارك هنري والمحافظة على لقبه، وبعدها دخل فريق الدرع العدأ مع فريق عائلة وايت، وتواجه الفريقان في غرفة الأقصاء 2014 وخسر الدرع لأن أمبروز لم يكمل المباراة، وقد زادت المشاكل حتى أجتمعو مرة أخرى وأصبحو أقوى بكثير وأكثر تضامنا 

و بعدها أصبحو في عدأ مع كين وقد تحولو من مكروهين إلى محبوبين، وبعدها في راسلمينيا 30 تمكنو من الفوز على كين ونيو أيدج أوتلاوز، ودخلو في عدأ مع أيفولوشين (تريبل اتش، باتيستا و[[راندي أورتن) , و في 2 أيار تمكن أمبروز من الحفاظ على لقبه في مباراة رباعية ضد كل من رايباك، كورتيس اكسل والبيرتو ديل ريو، وفي عرض القواعد المتطرفة فاز فريق الدرع على أيفولوشين، وبعدها خسر أمبروز لقبه في باتل رويل 20 رجل وفاز به شيمس، وبعدها واجه أمبروز شيمس في مباراة فردية وفاز شيمس، وقد فاز فريق الدرع مرة أخرى على أيفولوشين في عرض الأنتقام، وبعدها في عرض الراو قام رولينز بخيانة فريق الدرع رينز وامبروز والانضمام إلى تريبل اتش.

### المنافسة الفردية
دخل أمبروز بعدها في عدأ مع سيث رولينز، وشارك في مباراة ماني إن ذا بانك وأوشك على الفوز لولا تدخل كين ومساعدته لرولينز بالفوز بالمباراة، وفي عرض أرض المعركة منع أمبروز من مواجهة رولينز بسبب هوجمه عليه من الخلف، وفي عرض سمر سلام 2014 تمكن رولينز من الفوز على أمبروز في مباراة الحطابون بعد مساعدة من كين، وبعدها باليلة واحدة تواجه الأثنان في مباراة التثبيت في أي مكان وتمكن رولينز من الفوز بعد الهجوم على أمبروز بحجارة من الأسمنت، وأختفى لمدة خمسة أسابيع ليعود في عرض ليلة الأبطال ومهاجمة رولينز، وفي عرض الجحيم في الزنزانة تواجه الأثنان داخل قفص كبير ولم يتمكن كين وجاي وجاي من مساعدة رولينز وأوشك أمبروز على الفوز لولا تدخل براي وايت ومهاجمة أمبروز وفاز رولينز 

و دخل أمبروز بعدها في عدأ طويل مع براي وايت وتواجهو في عدة مبارايات منها في عرض سيرفافر سريز وعرض تي أل سي وكذالك في عرض الراو وكانت أخرها في يوم 5 يناير 2015 وقد تمكن براي من الفوز على أمبروز في 3 مباريات حينما فاز أمبروز بواحدة، وفي عرض رويل رمبل 2015 أقصي أمبروز من قبل كين وبيج شو،

و بعدها دخل أمبروز في عدأ مع بطل القارات باد نيوز باريت وتواجه الأثنان في عرض فاستلاين في 22 فبراير وتمكن باريت من الفوز بالأقصاء، ولكن أمبروز قام بسرقة حزام القارات ومهاجمة باريت، وفي عرض سماكداون بتاريخ 2015/2/26 تمكن أمبروز من الفوز على ذا ميز، وفي عرض الراو 2 مارس 2015 تمكن أمبروز من الفوز على باد نيوز باريت مرة أخرى بعد أن قام لوك هاربر بسرقة لقب القارات من آر تروث إلذي كان قد سرقه من باريت وتواجه أمبروز مع باريت ودانيال برايان وأر تروث وستاردست ولوك هاربر ودولف زيغلر لكن برايان فاز بها وهزم هاربر في إكستريم رولز وفي ماي هزم رولينز وأصبح منافسا على بطولة wwe والعالم لكنه خسر المباراة أمام راندي أورتن ورومان رينز ورولينز الذي حافظ على لقبه لكنه فاز في إليمينيشن شامبر بالتجريد من الأهلية ولم يحصل على اللقب وخسر في ماني إن ذا بانك

### الصداقة مع رومان رينز وبطل القارات
ساعد أمبروز صديقه القديم رينز في عداوته مع براي وايت وبعدها شارك في دورة لتحديد بطل العالم الجديد بعد إصابة رولينز وخسر في النهائي أمام صديقه رينز لكنهما ظلا أصدقاء وفي تي ال سي فاز أمبروز على كيفن أوينز وأصبح بطل القارات

### بعد الخروج من اتحاد WWE
في عام 2019 حظي أمبروز بمباراته الأخيرة رفقة صديقيه في فريق الدرع بعرضٍ خاص يسمى (الفصل الأخير للدرع) ثم خرج رسمياً من اتحاد WWE وانضم لاتحاد NJPW باسمه السابق جون موكسلي وصارع في عدة عروض للاتحاد الياباني وفاز بلقب الولايات المتحدة، ثم انضم للاتحاد الناشئ حديثاً AEW وبدأ مسيرته هناك ضد كيني اوميغا ولكنه تعرض لإصابة طفيفه منعته من المشاركة لعدة أسابيع ثم عاد مجدداً لاستكمال عداوته ضد اوميغا في أول عروض AEW الأسبوعية، في عرض AEW Dynamite

## البطولات والإنجازات
- اتحاد CWZ
  - فاز بلقب الوزن الثقيل CWZ (مرتين)
- اتحاد FIP
  - فاز بلقب الوزن الثقيل FIP (مره واحده)
- اتحاد HWA
  - فاز بلقب الفرق الزوجي (5 مرات) HWA
- اتحاد IPW
  - فاز بلقب الوزن الثقيل IPW (مرتين)
  - فاز بلقب الامركيين IPW (مره واحده)
- اتحاد IWA
  - فاز بلقب الفرق الزوجيه (مره واحده)
- دين امبرز الملقب بالمجنون غريب الاطوار
  - صنفته PWI في المرتبة 26#  من 500 مصارع لسنه 2013
- دبليو دبليو إي
  - بطولة القارات (ثلاث مرات)
  - بطولة دبليو دبليو إي (مرة واحدة)
  - بطولة الفرق مرتين مع سيث رولينز
- فاز ببطوله الولايات المتحدة (مره واحده) وثاني أكثر من احتفظ به في التاريخ لمدة 351 يوما
- ماني إن ذا بانك 2016
- آول إليت ريسلينغ
- بطولة ايه اي دبليو العالمية

## روابط خارجية
- جون موكسلي على موقع IMDb (الإنجليزية)
- جون موكسلي على موقع ألو سيني (الفرنسية)
- جون موكسلي على موقع ميوزك برينز (الإنجليزية)
- جون موكسلي على موقع أول موفي (الإنجليزية)
- جون موكسلي على موقع قاعدة بيانات الفيلم (الإنجليزية)
- جون موكسلي على موقع كينوبويسك (الروسية)
- جون موكسلي على موقع دبليو دبليو إي (الإنجليزية)
- جون موكسلي على موقع WrestlingData.com (الإنجليزية)
- جون موكسلي على موقع CageMatch worker (الإنجليزية)
- جون موكسلي على موقع قاعدة بيانات المصارعة على الإنترنت (الإنجليزية)
- جون موكسلي على موقع عالم المصارعة على الإنترنت (الإنجليزية)
- جون موكسلي على موقع عالم المصارعة على الإنترنت (الإنجليزية)